# Luis Martínez
Luis Enrique Martínez Rodríguez (Necoclí, 11 luglio 1982) è un ex calciatore colombiano, di ruolo portiere.
È soprannominato "Neco" per la sua città natale, Necoclí.
Il 30 maggio 2006, nel corso di un'amichevole in Polonia tra la Nazionale di casa e la Colombia, ha segnato un gol direttamente dalla propria area, scavalcando il portiere polacco Tomasz Kuszczak.

## Statistiche

### Cronologia presenze e reti in nazionale
| Cronologia completa delle presenze e delle reti in nazionale ― Colombia | Cronologia completa delle presenze e delle reti in nazionale ― Colombia | Cronologia completa delle presenze e delle reti in nazionale ― Colombia | Cronologia completa delle presenze e delle reti in nazionale ― Colombia | Cronologia completa delle presenze e delle reti in nazionale ― Colombia | Cronologia completa delle presenze e delle reti in nazionale ― Colombia | Cronologia completa delle presenze e delle reti in nazionale ― Colombia | Cronologia completa delle presenze e delle reti in nazionale ― Colombia |
| Data                                                                    | Città                                                                   | In casa                                                                 | Risultato                                                               | Ospiti                                                                  | Competizione                                                            | Reti                                                                    | Note                                                                    |
| ----------------------------------------------------------------------- | ----------------------------------------------------------------------- | ----------------------------------------------------------------------- | ----------------------------------------------------------------------- | ----------------------------------------------------------------------- | ----------------------------------------------------------------------- | ----------------------------------------------------------------------- | ----------------------------------------------------------------------- |
| 8-6-2003                                                                | Madrid                                                                  | Colombia                                                                | 1 – 1                                                                   | Ecuador                                                                 | Amichevole                                                              | -1                                                                      |                                                                         |
| 1-3-2006                                                                | Maracaibo                                                               | Venezuela                                                               | 1 – 1                                                                   | Colombia                                                                | Amichevole                                                              | -1                                                                      |                                                                         |
| 30-5-2006                                                               | Chorzów                                                                 | Polonia                                                                 | 1 – 2                                                                   | Colombia                                                                | Amichevole                                                              | -1; 1                                                                   |                                                                         |
| 4-6-2006                                                                | Barcellona                                                              | Colombia                                                                | 2 – 0                                                                   | Marocco                                                                 | Amichevole                                                              | -                                                                       |                                                                         |
| 2-7-2011                                                                | San Salvador de Jujuy                                                   | Colombia                                                                | 1 – 0                                                                   | Costa Rica                                                              | Coppa America 2011 - 1º turno                                           | -                                                                       |                                                                         |
| 6-7-2011                                                                | Santa Fe                                                                | Argentina                                                               | 0 – 0                                                                   | Colombia                                                                | Coppa America 2011 - 1º turno                                           | -                                                                       |                                                                         |
| 10-7-2011                                                               | Santa Fe                                                                | Colombia                                                                | 2 – 0                                                                   | Bolivia                                                                 | Coppa America 2011 - 1º turno                                           | -                                                                       |                                                                         |
| 16-7-2011                                                               | Córdoba                                                                 | Colombia                                                                | 0 – 2 dts                                                               | Perù                                                                    | Coppa America 2011 - Quarti di finale                                   | -2                                                                      |                                                                         |
| Totale                                                                  |                                                                         | Presenze                                                                | 8                                                                       |                                                                         | Reti                                                                    | -5; 1                                                                   |                                                                         |

## Palmares

### Club

#### Competizioni internazionali
- Coppa Libertadores: 1

Atlético Nacional: 2016